# Euxoa annulipes
Euxoa annulipes är en fjärilsart som beskrevs av Smith 1890. Euxoa annulipes ingår i släktet Euxoa och familjen nattflyn. Inga underarter finns listade i Catalogue of Life.